# Zaluzania discoidea
Zaluzania discoidea là một loài thực vật có hoa trong họ Cúc. Loài này được A.Gray miêu tả khoa học đầu tiên năm 1886.